# Berenschot (organisatieadviesbureau)

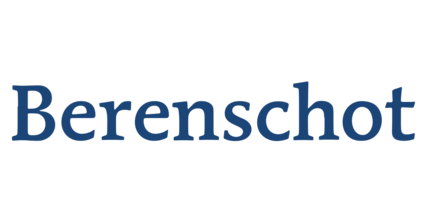
Logo Berenschot

Berenschot is een onafhankelijk Nederlands organisatieadviesbureau met ongeveer 350 medewerkers wereldwijd dat zowel het bedrijfsleven als de publieke sector van adviezen voorziet. Berenschot is actief in vijf landen. In 2021 was Hans van der Molen directievoorzitter van de bv de Berenschot Groep.

## Geschiedenis
De naam is afkomstig van civiel ingenieur Berend Willem Berenschot (1895-1964), die in 1938 Raadgevend Bureau Ir. B.W. Berenschot oprichtte. Berenschot is tevens een van de oprichters van Universiteit Twente.
Enkele bekende werknemers en oud-werknemers zijn onder anderen Tammo Jacob Bezemer, Carolien Gehrels, Teun Hardjono, Steven ten Have, Frits Huffnagel, Harry Pennings, Marjanne Sint, Ing Yoe Tan, Andries Twijnstra, Roel in 't Veld, Friso de Zeeuw en D.A.C. Zoethout.

## Organisatie
De hoofdvestiging van Berenschot bevindt zich in Utrecht.
Sinds 1962 heeft Berenschot een vestiging in Brussel en vanaf de oprichting in 1987 is Berenschot lid van de E-I Consulting Group, een Europees samenwerkingsverband van adviesbureaus.